# Kleinviecht (Langenbach)
Kleinviecht ist ein Gemeindeteil der Gemeinde Langenbach im oberbayerischen Landkreis Freising in Bayern.

## Lage
Das Kirchdorf liegt knapp einen Kilometer nordwestlich der Staatsstraße 2350, durch die es mit dem Hauptort und mit Freising verbunden ist.

## Geschichte
Kleinviecht war bereits im 19. Jahrhundert ein Ortsteil von Langenbach.

## Filialkirche
Auf einer Anhöhe des kleinen Ortes steht die Filialkirche Pauli Bekehrung. Es ist ein spätromanisches Bauwerk des 12. Jahrhunderts mit einem breiten Turm, der an einen römischen Wachturm erinnert. Es wird vermutet, dass die kleine Kirche an Stelle eines römischen Bauwerkes errichtet wurde. Die Altaraufbauten im Inneren stammen aus der Mitte des 19. Jahrhunderts.